# Apamea orientalis
Apamea orientalis är en fjärilsart som beskrevs av Embrik Strand 1921. Apamea orientalis ingår i släktet Apamea och familjen nattflyn. Inga underarter finns listade i Catalogue of Life.